# OÖ Landesholding
Die OÖ Landesholding GmbH ist die Gesellschaft, in der die Beteiligungsverwaltung des Landes Oberösterreich organisiert ist. Gegenstand des Unternehmens ist die Verwaltung von Unternehmensbeteiligungen in Form einer Holdinggesellschaft sowie die Erzielung von wirtschaftlichen und/oder organisatorischen Synergien für die verwalteten Unternehmensbeteiligungen und für das Land Oberösterreich.

## Geschichte
Im Laufe der 2000er Jahre
wurde in Oberösterreich eine umfassende Reform im Sinne des Paradigmas eines schlankeren Staates (Lean Government) vorgenommen. Diese stand unter Einfluss der Entstaatlichungs-, Transparenz- und Offenlegungsdebatte für die Verwaltung und Firmenleitungen (Corporate Governance), den Forderungen des Oö. Landesrechnungshof (LRH) nach Effizienz,
der Absichtserklärung des Landes zu Wirkungsorientierung (WOV 2015/2021),
und neugeschaffenen Werkzeugen wie der Gruppenbesteuerung zur erleichterten Buchführung bei Firmengruppen (Steuerreformgesetz 2005).
In Folge wurde im August 2005
die Landesholding GmbH gegründet, um „alle derzeitigen und künftigen Beteiligungen des Landes Oberösterreich“ zum Zweck einer gemeinsamen, strategischen Ausrichtung und zur Nutzung betriebswirtschaftlicher und organisatorischer Synergieeffekte zusammenzufassen. Dabei handelte es sich nicht um eine Privatisierung der Landesunternehmen, sondern eine reine Zusammenführung der Beteiligungen unter einer Holdinggesellschaft im Interesse des Landes Oberösterreich.
Vor der Umstrukturierung hielt das Land unmittelbar Anteile in unterschiedlichem Ausmaß an 30 Unternehmen, davon acht Aktiengesellschaften, 14 Gesellschaften mit beschränkter Haftung und acht Genossenschaften. Mit Beschluss des Oö. Landtages vom 12. September 2005 wurde die Einbringung sämtlicher Landesbeteiligungen mit Ausnahme der Energie AG OÖ in die OÖ Landesholding GmbH genehmigt. Weiters wurde der OÖ Landesholding GmbH mit Beschluss des Oö. Landtages vom 10. Juni 2010 die Mehrheitsbeteiligung des Landes Oberösterreich an der Energie AG Oberösterreich unter Zurückbehaltung einer geringfügigen Restbeteiligung (0,1 %) übertragen. Neben der OÖ Landesholding GmbH und den unter ihr zusammengefassten Unternehmen sowie der geringfügigen Restbeteiligung an der Energie AG OÖ hält das Land OÖ noch direkte Beteiligungen an der Nationale Anti Doping Agentur Austria GmbH (NADA) und an der Gesundheitsplanungs GmbH, an denen jeweils der Bund und die neun Bundesländer direkt beteiligt sind, und darüber hinaus Genossenschaftsanteile an den Landesgütern Ritzlhof und Katsdorf.

## Aufgaben und Geschäftsgebahrung
Gegenstand des Unternehmens ist die Verwaltung von Unternehmensbeteiligungen in Form einer Holdinggesellschaft sowie die Erzielung von wirtschaftlichen und/oder organisatorischen Synergien für die verwalteten Unternehmensbeteiligungen und für das Land Oberösterreich. Sofern es sich nicht um die Erzielung von Synergien handelt, ist die OÖ Landesholding GmbH ausdrücklich auf die Tätigkeit der reinen Anteilsverwaltung beschränkt, sodass ihr über die Beteiligungsverwaltung hinaus insbesondere keine konzernleitenden Aufgaben zukommen.
Durch die Einbringung der Landesbeteiligungen in die OÖ Landesholding GmbH hat sich grundsätzlich nichts an der Geschäftsverteilung der Oö. Landesregierung sowie am Kompetenzen-Katalog des Amtes der Oö. Landesregierung geändert. Die operative Bewirtschafterfunktion wird weiterhin vom jeweils zuständigen politischen Referenten der Oö. Landesregierung und den thematisch zuständigen Lebensbereichsdirektionen bzw. Abteilungen des Amtes der Oö. Landesregierung wahrgenommen.
Aufgabe der OÖ Landesholding GmbH ist daher, als formale Gesellschafterin zu fungieren sowie strategische und organisatorische Mindeststandards in Bezug auf das Verhältnis zu und die Kommunikation mit den Beteiligungsunternehmen festzulegen. Sie dient damit auch als Schnittstelle zwischen den Beteiligungsunternehmen einerseits und den politischen Entscheidungsträgern sowie den thematisch zuständigen Lebensbereichsdirektionen bzw. Abteilungen des Amtes der Oö. Landesregierung andererseits und gewährleistet die Umsetzung der Strategie des Landes Oberösterreich im Bereich der Beteiligungsverwaltung.
Die Beteiligungsverwaltung kann ihre Tätigkeit nur im Rahmen der gesetzlichen Rahmenbedingungen ausüben und hat die Verantwortung der individuellen Gesellschaftsorgane zu wahren. Damit dient sie auch als Überwachungs- und Kontrollinstrument.

## Organisation
Mit Landtagsbeschluss vom 10. November 2005 wurde klargestellt, dass die finanziellen Verpflichtungen des Landes Oberösterreich gegenüber den in die OÖ Landesholding GmbH eingebrachten Beteiligungsunternehmen zur Gänze aufrecht bleiben und auch die zu deren Gunsten vom Land Oberösterreich gewährten Haftungen weiterhin fortbestehen. Da die OÖ Landesholding GmbH im Rahmen ihrer Beteiligungsverwaltung die Dividenden und das Steuerergebnis dem Land Oberösterreich abzuführen hat und infolgedessen über keine eigenen Mittel verfügt, kommt der OÖ Landesholding GmbH keine Finanzierungsfunktion zu.
Daher ist die gesamte Finanzierung der Beteiligungsunternehmen unabhängig von der Form der Zurverfügungstellung bzw. dem Rechtscharakter der Mittel (Grund- oder Stammkapital, Einlagen, Gesellschafterzuschüsse, Förderungen udgl.) unter Einhaltung der haushaltsrechtlichen Vorschriften von den thematisch zuständigen Lebensbereichsdirektionen bzw. Abteilungen des Amtes der Oö. Landesregierung zu budgetieren und bereitzustellen. In diesem Zusammenhang obliegen ihnen die fachliche Beurteilung von Investitionsvorhaben der Beteiligungsunternehmen sowie die Beantragung der allenfalls dafür erforderlichen Mittel im Rahmen der Voranschlagserstellung.
Damit ist auch die haushaltsrechtliche Verantwortung für die Zurverfügungstellung der Mittel sowie die Sicherstellung der widmungsgemäßen Mittelverwendung verbunden und sind insbesondere Finanzierungen von Aktivitäten, die nicht aus dem Unternehmensergebnis bedeckt werden können, zwischen dem Beteiligungsunternehmen und dem auftraggebenden Ressort abzustimmen.
Investitionen und sonstige Maßnahmen bzw. Projekte, die nicht ohne die Bereitstellung von Mitteln des Landes Oberösterreich (Grund- oder Stammkapital, Einlagen, Gesellschafterzuschüsse, Förderungen udgl.) realisiert werden können, dürfen erst nach Vorliegen einer konkreten schriftlichen Finanzierungszusage des Landes Oberösterreich in Angriff genommen werden.
Die Beteiligungsunternehmen haben Fördermittel des Landes Oberösterreich wirtschaftlich, sparsam und nur für den Zweck zu verwenden, für den sie gewährt wurden. Die Verwendung der Fördermittel ist unter Beachtung der Allgemeinen Förderungsrichtlinien des Landes Oberösterreich transparent, nachvollziehbar und entsprechend dokumentiert zu gestalten.
Der Aufsichtsrat der Landesholding setzt sich aus den Mitgliedern der Oberösterreichischen Landesregierung und fünf entsandten Arbeitnehmervertretern aus dem Kreis des Konzernbetriebsrates zusammen. Je ein Mitglied jener Landtagsparteien, die kein Mitglied in der Oö. Landesregierung stellen, und der Landesfinanzdirektor nehmen in beratender Funktion teil.
Im Bereich der Holding sind (Stand Konzernabschluss 2019) um die 19.500 Mitarbeiter tätig (nach Köpfen).

### Branchenholdinggesellschaften
Die Landesholding hält zu jeweils 100 % drei Branchenholdinggesellschaften für die „gemeinsame strategische Ausrichtung und Positionierung von Unternehmen der gleichen Branche“: Kennzeichen einer Branchenholding sind die Zusammenfassung von Tochtergesellschaften mit gleichartigen oder einander ergänzenden Unternehmensgegenständen und die operative Konzernleitung durch die Branchenholdinggesellschaft (in alphabetischer Reihenfolge):
- OÖ Seilbahnholding GmbH – Gesamtführung der Tourismusinfrastruktur (gegr. 2005)
- OÖ Thermenholding GmbH – Dachmarke der Thermen (gegr. 2005)
- OÖ Verkehrsholding GmbH – Integration aller Landesbeteiligungen an Verkehrsdiensten (gegr. 2005)

### Tochtergesellschaften
Struktur der unmittelbaren Beteiligungen des Landes Oberösterreich, der OÖ Landesholding GmbH und der Branchenholdinggesellschaften (Stand:31.12.2020):
- Business Upper Austria –  OÖ Wirtschaftsagentur GmbH – Standort- und Innovationsagentur des Landes (56 % OÖ Landesholding GmbH, RestAK, Wirtschaftskammer, Industriellenvereinigung u. a.)

- Creative Region Linz & Upper Austria GmbH  – Förderinstitution der Kreativindustrie (50 % OÖ Innovationsholding, 50 % Stadt Linz)
- Education Group GmbH – Innovationszentrum in den Bereichen Medien, Pädagogik, Kommunikations- und Informationstechnologie; ex education highway und BildungsMedienZentrum (100 % OÖ Landesholding GmbH)
- Energie AG Oberösterreich – Energieversorger des Landes (52,6 % OÖ Landesholding und 0,1 % Land direkt, Rest diverse)
- FH OÖ Management GmbH – führt die 4 Fachhochschul-Standorte (98 % OÖ Landesholding GmbH, Rest die Standortgemeinden)
- Fiber Service OÖ GmbH- Bereitstellung von Breitbandinternetzugängen in dünn besiedelten Gebieten Oberösterreichs (100 % Landesholding GmbH)
- Internationales Studentenhaus Gemeinnützige GmbH – betreibt Studentenunterkünfte in Innsbruck (12,4 % Einlage der OÖ Landesholding GmbH)
- Landes-Immobilien GmbH (LIG) – Immobilienvermietung und -verwaltung (100 % OÖ Landesholding GmbH)
- LAWOG Gemeinnützige Landeswohnungsgenossenschaft für OÖ – Gemeinnützige Wohnungsgenossenschaft,  Errichtung von Altenheimen, Kindergärten, Krankenhäusern etc. (ca. 45 % der Anteile OÖ Landesholding GmbH, Rest über 200 oö. Gemeinden)[14][15]
- Nationalpark OÖ Kalkalpen GmbH – Verwalter des Nationalparks, Sitz Molln (50 % OÖ Landesholding GmbH, andere Hälfte Republik Österreich)
- Oö. Boden- und Baustoffprüfstelle GmbH – Kompetenzzentrum und Technisches Büro; Sitz in Leonding (51 % OÖ Landesholding GmbH, Rest IBS der Brandverhütungsstelle OÖ)
- Oö. Gesundheitsholding GmbH – Trägerin der Oö. Krankenhäuser (100 % OÖ Landesholding GmbH und 100 % Eigentümerin der Kepler Universitätsklinikum GmbH)
- OÖ Landesbank AG (HYPO Oberösterreich) – Landesbank Oberösterreichs (50,7 % OÖ Landesholding GmbH, Rest Hypo Holding: Generali, Raiffeisen, Grazer Wechselseitige)
- OÖ. Landes-Kultur GmbH[16] – Trägerin diverser Landesmuseen (100 % OÖ Landesholding GmbH)
- Oö. Theater und Orchester GmbH – Betreiber von Landestheater Linz und Bruckner Orchester Linz (100 % OÖ Landesholding GmbH)[17]

### Von der OÖ Seilbahnholding GmbH gehaltene Beteiligungen
- Dachstein Tourismus AG (DAG) – führt Seilbahnen und Lifte sowie Gastronomiebetriebe im Dachsteingebiet, UNESCO Welterberegion; Sitz Gosau (ca. 79 % OÖ Seilbahnholding GmbH, Rest Bundesforste, Salinen Austria, Gosauer Seilbahnen)
- Hinterstoder-Wurzeralm Bergbahnen AG: führt Seilbahnen und Lifte in Hinterstoder und auf der Wurzeralm (16 % OÖ Seilbahnholding GmbH, 10 % Gemeinden und Tourismusverband, 74 % private Aktionäre)
- Traunsee Touristik GmbH Nfg. & Co KG – führt Tourismusinfrastruktur am Traunsee (Feuerkogel und Grünberg); Sitz Gmunden (100 % OÖ Seilbahnholding GmbH/OÖ Landesholding GmbH)

### Von der OÖ Thermenholding GmbH gehaltene Beteiligungen
- EurothermenResort Bad Hall GmbH & Co KG (100 %; die Thermenholding ist Komplementär der Kommanditgesellschaft, die Landesholding ist Kommanditist)
- EurothermenResort Bad Ischl GmbH & Co KG (100 %; die Thermenholding ist Komplementär der Kommanditgesellschaft, die Landesholding ist Kommanditist)
- EurothermenResort Bad Schallerbach GmbH (99,64 % OÖ Thermenholding GmbH)
- OÖ. Thermen-Immobilien-GmbH (100 % OÖ Thermenholding GmbH)
- Tiefgarage Bad Ischl GmbH (89,3 % OÖ Thermenholding GmbH)

### Von der OÖ Verkehrsholding GmbH gehaltene Beteiligungen
- ASFINAG Service GmbH (2,17 % OÖ Verkehrsholding GmbH)
- Ennshafen OÖ GmbH – betreibt den Donauhafen an der Ennsmündung; Sitz Enns (99 % OÖ Verkehrsholding GmbH, 1 % OÖ Landesholding GmbH)
- Flughafen Linz GesmbH – blue danube airport linz – Betreiber des Linzer Flughafens (50 % OÖ Verkehrsholding GmbH, 50 % Stadt Linz)
- Lokalbahn Lambach-Vorchdorf-Eggenberg AG (11,03 % OÖ Verkehrsholding GmbH)
- Lokalbahn Vöcklamarkt-Attersee AG (10,46 % OÖ Verkehrsholding GmbH)
- OÖ Verkehrsverbund – Organisations GmbH Nfg. & Co KG (OÖVG) – Betreiber der Verkehrsverbundes (100 %; die Verkehrsholding ist Komplementär der Kommanditgesellschaft, die Landesholding ist Kommanditist)
- Schiene OÖ GmbH (100 % OÖ Verkehrsholding GmbH) – Eigentümerin von Schieneninfrastruktur, wie der StadtRegioTram Traun[18], der Aschacher Bahn (ab 1. Jänner 2024) und der geplanten Regionalstadtbahn Linz[19]

## Belege
1. 1 2  
Firma OÖ Landesholding GmbH. Firmenbuchdaten Creditreform/firmenabc.at
2. ↑  
Landesholding (Memento vom 9. Februar 2013 im Internet Archive) (über uns), OÖ Landesholding
3. ↑  OÖ Landesholding GmbH Konzernabschluss 2024. In: evi.gv.at. Abgerufen am 11. August 2025.
4. ↑  Firmenbuchdaten: OÖ Landesholding GmbH (FN 266251x). In: Elektronische Verlautbarungs- und Informationsplattform des Bundes – EVI. Abgerufen am 11. August 2025.
5. ↑  Gesellschaftserrichtungserklärung der OÖ Landesholding GmbH (Stand: 27. Juni 2016).
6. ↑   Rechnungshofbericht Initiativprüfung Beteiligungsmanagement, Abschnitt Ausgangslage. S. 8 f.
7. ↑  etwa in der Initiativprüfung Beteiligungsstrategie des Landes Oberösterreich im Seilbahnbereich. 4. November 2003.
8. ↑  Das langfristige Management- und Unternehmenskonzept des Landes Oberösterreich für eine wirkungsorientierte Verwaltung; vergl.
Paul Gruber, Gerold Kaltenbrunner, Eduard Pesendorfer: WOV 2021 – Konzept, Erreichtes, Ausblick. (land-oberoesterreich.gv.at [PDF]).
Eduard Pesendorfer: Wirkungsorientierter Einsatz von Ressourcen im Land Oberösterreich. (land-oberoesterreich.gv.at [PDF]).
9. ↑  vergl. etwa Verhandlungsgegenstände: Beilage 646/2005: Vorlage der Oberösterreichischen Landesregierung betreffend die Ermächtigung zur Einbringung von allen Landesbeteiligungen mit Ausnahme der Anteile an der Energie AG in eine OÖ Landesholding GmbH bzw. in drei Branchenholdings. und Beilage 647/2005: Vorlage der Oberösterreichischen Landesregierung betreffend die Ermächtigung zur Einbringung der Energie AG Oberösterreich in die OÖ Landesholding GmbH. In: 21. Sitzung des Oberösterreichischen Landtags, XXVI. Gesetzgebungsperiode, Montag, 12. September 2005. Kurzschriftlicher Bericht. (pdf (Memento des Originals vom 18. Februar 2017 im Internet Archive)  Info: Der Archivlink wurde automatisch eingesetzt und noch nicht geprüft. Bitte prüfe Original- und Archivlink gemäß Anleitung und entferne dann diesen Hinweis., land-oberoesterreich.gv.at).
10. 1 2  
Pressekonferenz mit Landeshauptmann Dr. Josef Pühringer und Klubobmann Gunther Trübswasser am 28. Juni 2005 tum Thema „Oö. Landesholding“. Presseinformation. In: Amt der Oberösterreichischen Landesregierung, Medienservice (Hrsg.): Landeskorrespondenz. Medieninfo. Nr. 148. Linz 28. Juni 2005 (online, land-oberoesterreich.gv.at [abgerufen am 7. Februar 2013] Zitate ebd. ohne Angabe des Autors).
11. ↑  4.	Beteiligungsstruktur des Landes Oberösterreich (Stand:31.12.2020). In: www.landesholding.com. 28. Juli 2021, abgerufen am 28. Juli 2021.
12. ↑  vergl. etwa Verhandlungsgegenstände: Beilage 646/2005: Vorlage der Oberösterreichischen Landesregierung betreffend die Ermächtigung zur Einbringung von allen Landesbeteiligungen mit Ausnahme der Anteile an der Energie AG in eine OÖ Landesholding GmbH bzw. in drei Branchenholdings. und Beilage 647/2005: Vorlage der Oberösterreichischen Landesregierung betreffend die Ermächtigung zur Einbringung der Energie AG Oberösterreich in die OÖ Landesholding GmbH. In: 21. Sitzung des Oberösterreichischen Landtags, XXVI. Gesetzgebungsperiode, Montag, 12. September 2005. Kurzschriftlicher Bericht.
13. ↑  Aufsichtsrat der OÖ Landesholding GmbH: Aufsichtsrat der OÖ Landesholding GmbH. Abgerufen am 28. Juli 2021.
14. ↑  Als Genossenschaft in Anteilen organisiert, Land Oberösterreich ca. 170.000 Anteile
15. ↑  Rechnungshof (Hrsg.): LAWOG, Gemeinnützige Landeswohnungsgenossenschaft für Oberösterreich, eingetragene Genossenschaft mit beschränkter Haftung; Follow–up–Überprüfung. In: Bericht des Rechnungshofes. Reihe OBERÖSTERREICH 2009/11, RH GZ 001.504/248-S3-1/09, Wien,  November 2009 (pdf, land-oberoesterreich.gv.at)
16. ↑  Oberösterreichisches Landesmuseum: OÖ Landes-Kultur Web. Abgerufen am 27. Mai 2020.
17. ↑  Firma Oö. Theater und Orchester GmbH. Firmenbuchdaten Creditreform/firmenabc.at
18. ↑  StadtRegioTram Traun, Schiene OÖ, abgerufen am 27. Dezember 2023.
19. ↑  Regional-Stadtbahn Linz, Schiene OÖ, abgerufen am 27. Dezember 2023.

Koordinaten: 48° 18′ 14,2″ N, 14° 17′ 5,4″ O